# Amolops larutensis
Amolops larutensis är en groddjursart som först beskrevs av George Albert Boulenger 1899.  Amolops larutensis ingår i släktet Amolops och familjen egentliga grodor. IUCN kategoriserar arten globalt som livskraftig. Inga underarter finns listade i Catalogue of Life.